# Espace urbain de Clermont-Ferrand
 (janvier 2010).
Si vous disposez d'ouvrages ou d'articles de référence ou si vous connaissez des sites web de qualité traitant du thème abordé ici, merci de compléter l'article en donnant les références utiles à sa vérifiabilité et en les liant à la section « Notes et références ».
 (septembre 2018).
L’espace urbain de Clermont-Ferrand est un espace urbain français centré sur Clermont-Ferrand, constitué aussi des villes de Vichy dans le département de l'Allier, d'Issoire et de Thiers dans le département du Puy-de-Dôme. Il s'agit du douzième espace urbain (1L) le plus peuplé parmi les 96 espaces urbains de France. 